# Моатаз Ено
Моатаз Ено (араб. معتز اينو, нар. 9 жовтня 1983, Каїр) — єгипетський футболіст, що грав на позиції півзахисника, зокрема за клуби «Замалек» та «Аль-Аглі», а також національну збірну Єгипту.

## Клубна кар'єра
Народився 9 жовтня 1983 року в місті Каїр. Вихованець юнацьких команд футбольних клубів «Аль-Аглі» та «Замалек».
У дорослому футболі дебютував 2003 року виступами за команду «Замалек», в якій провів чотири сезони, взявши участь у 60 матчах чемпіонату. В сезоні 2003/04 став у його складі чемпіоном Єгипту.
Згодом ще чотири рази здобував титул чемпіона Єгипту у складі «Аль-Аглі», кольори якого захищав протягом 2007–2012 років.
2012 року був відданий в оренду спочатку до клубу «Смуха», а згодом до «Харас Ель Годуд».
Завершував ігрову кар'єру у команді «Ель-Ґеїш», за яку виступав протягом 2014—2015 років.

## Виступи за збірну
Не маючи досвіду виступів у складі національної збірної Єгипту, був включений до її заявки на домашній Кубок африканських націй 2006, на якому його команда здобула титул континентального чемпіона, проте сам півзахисник на поле не виходив.
Пізніше того ж 2006 року провів свою першу і єдину гру за збірну.
| Дата      | Місто       | Господарі | Результат | Гості   | Турнір           | Голи | Примітки |
| --------- | ----------- | --------- | --------- | ------- | ---------------- | ---- | -------- |
| 16-8-2006 | Александрія | Єгипет    | 0 – 2     | Уругвай | товариський матч | -    | 53'      |
| Усього    |             | Матчів    | 1         |         | Голів            | 0    |          |

## Титули і досягнення
- Чемпіон Єгипту (5):

«Замалек»: 2003-2004
«Аль-Аглі»: 2007-2008, 2008-2009, 2009-2010, 2010-2011
- Володар Суперкубка КАФ (2):

«Замалек»: 2003
«Аль-Аглі»: 2009
- Переможець Ліги чемпіонів КАФ (1):

«Аль-Аглі»: 2008
- Володар Кубка африканських націй (1):

2006